# Grillete electrónico

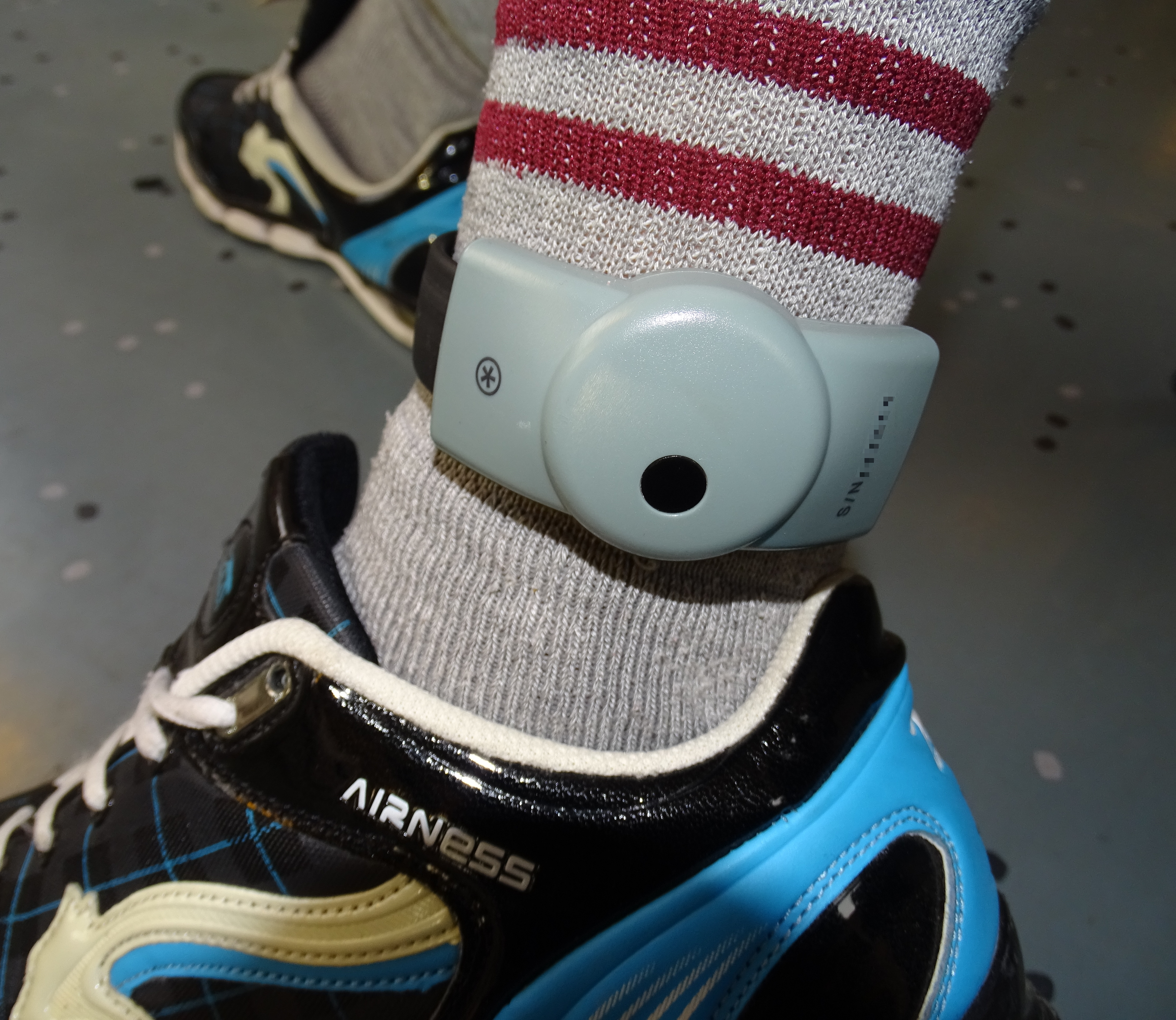
Un brazalete electrónico en el tobillo de una persona

El grillete electrónico, tobillera electrónica o brazalete electrónico es un dispositivo diseñado para instalarse sobre una persona, no poder quitarse fácilmente y enviar de forma constante datos sobre su localización. Se emplea para supervisar a personas condenadas por determinados delitos o sospechosas de cometerlos.
En algunas jurisdicciones, se utiliza un grillete electrónico colocado en el tobillo para algunos condenados como parte de sus condiciones de libertad bajo fianza o libertad condicional. También se utiliza en entornos sanitarios y en contextos de inmigración. Los brazaletes electrónicos se pueden utilizar en combinación con el sistema de posicionamiento global (GPS), pero para el seguimiento de corto alcance de una persona que lleva este tipo de dispositivo se utiliza tecnología de radiofrecuencia.

## Historia
La monitorización electrónica de seres humanos empezó a aplicarse comercialmente en la década de 1980. Los transceptores portátiles que podían registrar la ubicación de los voluntarios que los llevaban fueron desarrollados por primera vez por un grupo de investigadores de la Universidad de Harvard a principios de los años 1960. Los investigadores citaron la perspectiva psicológica de Burrhus Frederic Skinner como base de su proyecto académico. 
Estos primeros modelos de brazalete electrónico (en inglés electronic tagging, literalmente etiquetado electrónico; debe tenerse en cuenta que en español se denominan "etiquetas electrónicas" dispositivos completamente distintos) se llamaron entonces transmisor-reforzador de conducta y podían transmitir datos en doble sentido entre una estación base y un voluntario que simulaba un delincuente juvenil. Se enviaban mensajes al dispositivo para reforzar positivamente al joven y así ayudar en su reinserción. El director de este proyecto de investigación fue Ralph Kirkland Schwitzgebel y colaboró su hermano gemelo, Robert Schwitzgebel (el apellido fue posteriormente abreviado a Gable). La antena principal de la estación base estaba montada en el techo de la antigua iglesia bautista de Cambridge; el ministro era el decano de la Escuela de Teología Harvard.  
Quienes estudiaron el prototipo de estrategia de brazaletes electrónicos se mostraron escépticos. En 1966, la Harvard Law Review puso a estos dispositivos el mote de máquinas de Schwitzgebel y surgió el bulo de que el brazalete utilizaba implantes cerebrales y transmitía instrucciones verbales de los experimentadores a los voluntarios. El editor de una conocida publicación del gobierno estadounidense, Federal Probation, rechazó un artículo presentado por Ralph Kirkland Schwitzgebel e incluyó una carta en la que decía: «Su artículo me da la impresión de que vamos a convertir en autómatas a las personas en libertad condicional, y de que, en el futuro, quien se encargue de vigilar a estas personas será un experto en telemetría, sentado frente a su gran computadora, recibiendo llamadas día y noche y diciéndoles a estas personas qué hacer en todas las situaciones y circunstancias [...] Quizás también deberíamos ir pensando en utilizar dispositivos electrónicos para criar a nuestros hijos. Como no tienen una conciencia integrada que les permita distinguir entre el bien y el mal, solo tendrían que apretar el botón de "madre", y ella asumiría la responsabilidad de tomar decisiones».
Laurence Tribe publicó en 1973 información sobre los intentos fallidos de los involucrados en el proyecto de encontrar una aplicación comercial para el brazalete electrónico.
En Estados Unidos se puso fin en la década de 1970 a las sentencias de rehabilitación, incluida, por ejemplo, la libertad condicional discrecional. Los declarados culpables de un delito grave eran enviados a prisión, lo que provocó un aumento repentino de la población carcelaria. La libertad condicional se volvió después más común a medida que los jueces vieron el potencial del brazalete electrónico, lo que llevó a un énfasis cada vez mayor en la vigilancia. Los avances en las tecnologías de la información y la comunicación hicieron que el seguimiento de los delincuentes fuera factible y asequible. Después de todo, el prototipo de Schwitzgebel se había construido con excedentes de dispositivos para seguimiento de misiles. En el Museo Nacional de Psicología de Akron, Ohio, se conserva una colección de los primeros equipos de seguimiento electrónico.
El intento de monitorear a los delincuentes languideció hasta que, en 1982, el juez de distrito del estado de Arizona, Jack Love, convenció a un exrrepresentante de ventas de Honeywell, Michael T. Goss, para montar una empresa de seguimiento, National Incarceration Monitor and Control Services (NIMCOS). Esta empresa construyó varios transmisores del tamaño de una tarjeta de crédito que podían sujetarse al tobillo. La tobillera electrónica transmitía una señal de radio cada 60 segundos, que podía ser captada por un receptor situado a no más de 45 metros. El receptor podría conectarse a un teléfono, de modo que los datos de la tobillera podían enviarse a una unidad central. El objetivo era informar de una posible infracción del arresto domiciliario. En 1983, el juez Jack Love impuso el arresto domiciliario a 3 delincuentes que habían sido condenados a libertad condicional. Este arresto domiciliario era una de las condiciones de libertad condicional e implicaba 30 días de seguimiento electrónico en el domicilio.La tobillera electrónica NIMCOS se probó con esos 3 individuos, 2 de los cuales reincidieron. Por tanto, si bien se cumplió el objetivo del arresto domiciliario, no se alcanzó el de reducir la delincuencia mediante la libertad condicional.

## Tecnologías adicionales

### Monitor de contenido de alcohol en el sudor
Según la empresa Alcohol Monitoring Systems (AMS), el seguimiento a distancia de la alcoholemia (SCRAM por sus siglas en inglés) está disponible actualmente en 35 estados de EE. UU.
El 31 de marzo de 2021, en Inglaterra, se empezaron a poner en práctica las llamadas "etiquetas de sobriedad" para algunos delincuentes que cometen delitos relacionados con el alcohol después de probar las etiquetas en Gales en octubre del año anterior. Estos dispositivos toman muestras de sudor cada 30 minutos, y alertan al servicio de libertad condicional si detectan alcohol.

## Usos ajenos al sistema de justicia

### Medicina y salud
El uso de la monitorización electrónica en la práctica médica, especialmente en lo que se refiere al seguimiento de personas mayores y con demencia, ha generado controversia y atención de los medios. A las personas mayores en residencias se les puede poner un brazalete electrónico igual al de los delincuentes juveniles. Para las personas que padecen demencia, el seguimiento electrónico podría resultar beneficioso, al evitar que se extraviaran. La controversia sobre el uso médico se basa en 2 argumentos, uno sobre la seguridad de los pacientes y el otro sobre su privacidad y derechos humanos.Hay una alta prevalencia de deambulación entre los pacientes con demencia, superior al 40 %. De los diversos métodos utilizados para evitar que deambulen, se informa que el 44 % de los pacientes han sido mantenidos a puerta cerrada en algún momento. Otras soluciones han incluido la vigilancia constante, el uso de alarmas improvisadas y el uso de diversos medicamentos que conllevan el riesgo de efectos adversos.

### Comercial
Los teléfonos inteligentes cuentan con aplicaciones que tienen en cuenta la ubicación, empleando con esta finalidad las redes del sistema de posicionamiento global (GPS).

### De los padres
Una empresa japonesa ha creado uniformes y mochilas con GPS.Los escolares en peligro pueden presionar un botón en dispositivos electrónicos en sus uniformes o mochilas, convocando inmediatamente a un agente de seguridad a su ubicación.

### De vehículos
Los vehículos de transporte público están equipados con dispositivos de seguimiento electrónico que se comunican con sistemas GPS y los localizan. Los desarrolladores de aplicaciones han integrado esta tecnología en aplicaciones móviles (apps). De esta forma los pasajeros pueden recibir horarios precisos del transporte público (si están en una parada donde se detienen varios autobuses, pueden saber dentro de cuántos minutos llega el suyo).

## Eficacia

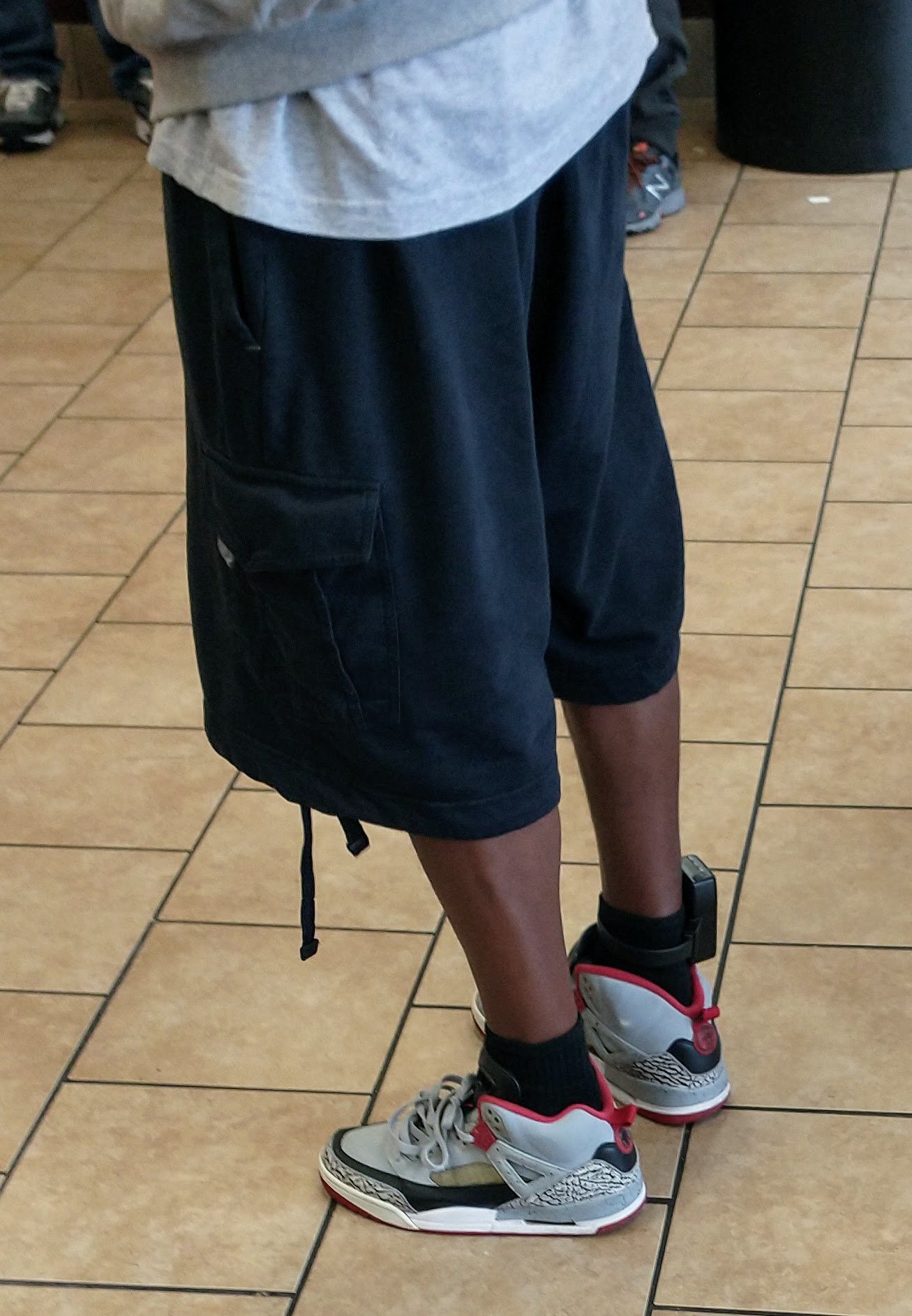
Una persona lleva una tobillera electrónica en Massachusetts.

El uso de tobilleras u otros dispositivos electrónicos de vigilancia se ha mostrado eficaz en estudios de investigación y posiblemente sirva para disuadir la delincuencia.
Se han identificado varios factores necesarios para que el monitoreo electrónico sea efectivo: seleccionar adecuadamente a los delincuentes, tecnología robusta y apropiada, colocar pronto los dispositivos y responder enseguida a las infracciones, así como una buena comunicación entre el sistema de justicia y los suministradores de los brazaletes electrónicos y su sistema de seguimiento. 
El Consejo Cuáquero para Asuntos Europeos cree que el control electrónico se podría considerar eficaz si sirviera para detener la escalada de infracciones penales de un delincuente. 
La Oficina Nacional de Auditoría de Inglaterra y Gales encargó un estudio de las experiencias de los delincuentes monitoreados electrónicamente y de sus familias. Para los encuestados el monitoreo electrónico era una medida punitiva más eficaz que las multas y, en general, más que el servicio comunitario. A un delincuente entrevistado se le atribuye haber dicho: «Aprendes más sobre otros delitos [en prisión] y creo que te da gusto cometer otros delitos porque te has sentado escuchando a otras personas».
En 2006, Kathy Padgett, William Bales y Thomas Bloomberg llevaron a cabo una evaluación de 75 661 delincuentes de Florida en arresto domiciliario entre 1998 y 2002,en la que sólo a un pequeño porcentaje de estos delincuentes se les hizo usar un dispositivo de monitoreo electrónico. Se comparó a los delincuentes con y sin brazaletes electrónicos y se midieron los factores que podían influir en el éxito o fracaso de la supervisión, como el tipo de dispositivo o los antecedentes penales. Los resultados mostraron que los delincuentes con brazalete electrónico tenían un 91,2 % menos de probabilidades de fugarse y un 94,7 % menos de cometer nuevos delitos respecto a quienes no lo llevaban. 

## Críticas
El seguimiento de una persona a la que se ha colocado un brazalete electrónico no impide físicamente que esta persona abandone una zona determinada ni evita la reincidencia, objetivo principal de la libertad condicional. Además, la opinión pública percibe el arresto domiciliario como una forma indulgente de castigo.
En Estados Unidos Ronald Corbett y Gary T. Marx criticaron en 1990 el uso del seguimiento electrónico en un artículo presentado en la Reunión Anual de la Sociedad Estadounidense de Criminología, Baltimore. En este artículo, que se publicó posteriormente en Justice Quarterly, los autores describieron que «la nueva tecnología de vigilancia» comparte algunos valores y técnicas de recopilación de información que se utilizan en las condiciones extremas de las prisiones de máxima seguridad, lo que les permite difundirse en el resto de la sociedad [que no sufre tales condiciones, por lo que la difusión no estaría justificada]. Observaron que «parece que nos estamos acercando a convertirnos en una "sociedad de máxima seguridad", en lugar de alejarnos de ella». Los autores reconocieron la capacidad de extracción de datos de los dispositivos de monitoreo electrónico cuando afirmaron que «los datos en muchas formas diferentes, de áreas geográficas, organizaciones y períodos de tiempo muy separados, pueden fusionarse y analizarse fácilmente».
En 2013 se informó de que muchos programas de monitoreo electrónico en todo Estados Unidos no contaban con el personal adecuado.George Drake, un consultor que trabajó en la mejora de estos sistemas, opinaba: «Muchas veces, cuando a una agencia se le asigna un presupuesto para equipos de seguimiento electrónico, sólo incluye los dispositivos en sí». Consideró que la situación era «como comprar un martillo y esperar que solo con eso se construyera una casa». El dispositivo es simplemente una herramienta y requiere que un profesional la use y ejecute el programa. Drake advirtió que los programas de vigilancia pueden descontrolarse si los encargados no aplican protocolos estrictos sobre cómo responder a las alertas y no gestionan cómo se generan las alertas: «Veo agencias con tantas alertas que no pueden manejarlas». Dijo Drake. «Terminan simplemente "manos arriba" [rindiéndose] y diciendo que no pueden seguirles el ritmo». 
Una revisión de los datos de alertas y eventos obtenidos del Departamento Correccional de Colorado bajo una solicitud de datos abiertos, comparando los nombres de las personas en libertad condicional que aparecían en esos datos con los que aparecían en los registros de arresto de la cárcel, halló que 212 agentes de libertad condicional tenían la tarea de responder a casi 90.000 alertas y notificaciones generadas por dispositivos electrónicos de seguimiento . 

## Casos famosos
- Eva Kaili, exvicepresidenta del Parlamento Europeo, fue puesta en arresto domiciliario en su apartamento de Bruselas con una tobillera electrónica en abril de 2023, tras haber estado detenida en la prisión de Haren durante 4 meses como parte del escándalo de corrupción de Catar en el Parlamento Europeo.
- El futbolista profesional inglés Jermaine Pennant jugó un partido de la Premier League en 2005 con una tobillera electrónica, que debía llevar por haber conducido en estado de ebriedad y sin permiso en vigor.[26]
- Lindsay Lohan no se presentó a una audiencia obligatoria y se emitió una orden de arresto contra ella. El juez ordenó a Lohan usar un brazalete SCRAM, un dispositivo electrónico que monitorea el sudor en busca de alcohol y alerta a las autoridades si se consumen sustancias prohibidas.[27]
- Roman Polanski, uno de los fugitivos de la justicia estadounidense más famosos del mundo, fue detenido en 2009 en Suiza. Las condiciones de su liberación incluían una fianza de 4,5 millones de dólares y arresto domiciliario con una tobillera electrónica en su chalet, conocido como Vía Láctea, en la estación de esquí suiza de Gstaad, después de haber pasado 67 días en un centro de detención de Zúrich.
- A Bernard Madoff, el financiero acusado en un caso de fraude de 50 000 millones de dólares, antes del juicio se le ordenó estar bajo arresto domiciliario, con vigilancia electrónica y pagar una fianza de 10 millones de dólares contra su apartamento de 7 millones de dólares en Manhattan y contra las casas de su esposa en Montauk, Nueva York, y Palm Beach, FLORIDA.[28]
- Dr. Dre (Andre Young), rapero y productor discográfico estadounidense, fue arrestado en 1992 por agredir al productor discográfico Damon Thomas , luego se declaró culpable de agredir a un oficial de policía, y finalmente cumplió arresto domiciliario con una tobillera electrónica.
- Cristina Fernández de Kirchner, expresidenta (2007-2015) de Argentina,  exvicepresidenta (2019-2023), fue puesta en arresto domiciliario desde el 17 de junio del 2025 después que el tribunal le concedió que su sentencia de 6 años lo cumpliera en modalidad de arresto domiciliario. Actualmente cumple su pena en arresto domiciliario.

## Jurisdicciones

### Reino Unido
A las personas sujetas a vigilancia electrónica se les pueden imponer toques de queda como parte de las condiciones de libertad bajo fianza impuestas de acuerdo con la Ley de Justicia Penal de 2003 en Inglaterra y Gales (en Escocia se aplica una legislación distinta). Alternativamente, los delincuentes pueden salir de la prisión para cumplir arresto en su domicilio, del que, durante las horas del toque de queda, solo pueden salir para:
- Una boda o funeral (solo el propio sepelio) de un pariente cercano
- Una entrevista de trabajo
- Actuar como testigo ante un tribunal
- Emergencias [29]

Además, se puede utilizar el monitoreo electrónico para las personas sujetas a un toque de queda establecido en virtud de la Ley de medidas de investigación y prevención del terrorismo de 2011 (toque de queda anteriormente conocido como orden de control en virtud de la Ley de prevención del terrorismo de 2005).
Desde que se implementaron toques de queda controlados electrónicamente en toda Inglaterra y Gales, su uso ha aumentado considerablemente, de 9 000 casos en 1999-2000 a 53 000 en 2004-05. En 2004-2005, el Ministerio del Interior gastó 102,3 millones de libras esterlinas en el control electrónico de las personas sujetas a toques de queda. Este control se considera más barato que la prisión preventiva (custody).
Normalmente a los delincuentes se les coloca una tobillera electrónica que envía regularmente una señal a una unidad receptora instalada en su casa. La mayoría utiliza el sistema de telefonía móvil para comunicarse con la empresa de seguimiento, aunque algunos sistemas están conectados a una línea fija si en la zona no hay red móvil GSM. Si la tobillera deja de emitir, o sale del área de alcance de la estación base durante las horas de toque de queda, o si la base se desconecta del suministro eléctrico, o la estación base se mueve, se alerta a la empresa de seguimiento, quien a su vez notifica a la autoridad correspondiente, que puede ser la policía, el Servicio Nacional de Libertad Condicional o la prisión de la que la persona fue liberada.
En 2012, el laboratorio de ideas (think tank) Policy Exchange examinó el uso del monitoreo electrónico en Inglaterra y Gales e hizo comparaciones con tecnologías y modelos utilizados en otras jurisdicciones, particularmente en Estados Unidos. El informe criticaba un servicio totalmente privatizado, que daba poco margen a la policía o a los servicios de libertad condicional para hacer uso del seguimiento electrónico. El informe, Future of Corrections, también criticaba el coste del servicio, destacando una aparente diferencia entre lo que se cobra al contribuyente del Reino Unido y lo que se puede encontrar en los Estados Unidos.
Posteriormente, se produjeron una serie de escándalos relacionados con la vigilancia electrónica en Inglaterra y Gales, y la Oficina de Fraudes Graves del Reino Unido abrió una investigación penal sobre las actividades de las empresas Serco y G4S. Como resultado de la investigación, Serco acordó reembolsar 68,5 millones de libras esterlinas (£) al contribuyente y G4S acordó reembolsar 109 millones de £. Después el Ministerio de Justicia británico canceló el contrato con este duopolio y la empresa Capita se hizo cargo del servicio. 
En 2017, en otra investigación criminal, la policía realizó una serie de arrestos en relación con acusaciones de que al menos 32 delincuentes obligados a llevar tobillera habían pagado hasta 400 £ a empleados de Capita para que les colocaran tobilleras "flojas", lo que les permitiría quitárselas, dejarlas en su domicilio y salir de él, violando el toque de queda al que estaban obligados.
El seguimiento de los delincuentes sexuales mediante brazaletes electrónicos está siendo debatido actualmente debido a ciertos derechos que tienen los delincuentes en Inglaterra y Gales.
Estos dispositivos electrónicos de seguimiento han comenzado a utilizarse en pacientes psiquiátricos y con demencia, lo que ha generado preocupación entre los defensores de la salud mental, que consideran degradante esta práctica.
En junio de 2022, el Ministerio del Interior británico anunció un programa piloto de un año de duración para rastrear con dispositivos GPS a los migrantes que habían llegado al Reino Unido en pequeñas embarcaciones por «rutas peligrosas e innecesarias». Declaró que estos dispositivos ayudarán a «mantener un contacto regular» y «tramitar sus solicitudes de manera más eficaz».

### Australia y Nueva Zelanda
En Australia y Nueva Zelanda las leyes permiten el uso de monitoreo electrónico como condición para la libertad bajo fianza o libertad condicional. Pero, según las Directrices estándar para correccionales en Australia de 2004, la vigilancia debe ser proporcional al riesgo de reincidencia. También se exige que la vigilancia del infractor sea mínimamente intrusiva para el resto de personas que convivan con él. 
El brazalete electrónico forma parte de diferentes sistemas de seguimiento electrónico en Australia. En este país se recopilan estadísticas de las agencias penitenciarias para las llamadas «órdenes de circulación restringida». En Australia del Sur, una instalación específica permite al encargado de controlar a las personas con brazalete electrónico conducir su coche junto al edificio en el que se supone que se encuentra la persona etiquetada y recibir, sin bajarse del coche ni detenerlo, una señal que indica si el dispositivo está o no está ahí.En Nueva Zelanda, los brazaletes electrónicos comenzaron a utilizarse en 1999, cuando se pudo imponer la detención domiciliaria en lugar del encarcelamiento.

### Brasil
En agosto de 2010, Brasil adjudicó un contrato de monitoreo de delincuentes por GPS para iniciar la gestión del programa de liberación anticipada de delincuentes de las cárceles.

### Sudáfrica
En marzo de 2012 se inició un proyecto piloto de vigilancia electrónica, en el que participaron 150 delincuentes, en su mayoría presos que cumplían cadena perpetua. Este proyecto se puso en marcha para reducir la población carcelaria de Sudáfrica. En consecuencia, también reduciría el coste de las prisiones para el contribuyente.Sudáfrica encierra a más personas que cualquier otro país del continente.